# Hildegrim di Chalons
Hildegrim I di Châlons (italianizzato in Ildegrimo; Frisia, 750 circa – 19 giugno 827) è stato un vescovo cattolico francese, 30º vescovo di Châlons-sur-Marne dall'804 all'810.
Dopo la morte del fratello Liudger, nell'809 divenne abate di Werden e vescovo missionario nell'area di Halberstadt.

## Biografia e culto
Hildegrim è menzionato in un documento come diacono nel 793 e deve essere stato ordinato sacerdote al più tardi nel 796. Come suo fratello maggiore Liudger, probabilmente studiò nella scuola della cattedrale di Utrecht e di York, dove ebbe come maestro Alcuino. Nell'802 fu nominato vescovo di Châlons-sur-Marne, incarico che mantenne fino all'810. Dopo la morte del fratello nell'809, assunse l'abbazia di Werden. Durante il suo abbaziato, fece costruire una cappella rettangolare con abside semicircolare accanto alla chiesa abbaziale di Werden, dedicata a Santo Stefano; questa cappella medievale ebbe il titolo di «minor basilica». Inoltre, Hildegrim istituì a Osterwieck un mecenatismo dedicato a Stefano di Châlons-sur-Marne e lo trasferì successivamente a Halberstadt, fondando la chiesa di San Stefano di Osterwieck.
La tradizione gli attribuisce la fondazione di 35 chiese parrocchiali tutte dedicate a Santo Stefano in quella regione, sebbene ad oggi non esistano prove archeologiche o documentarie certe a riguardo. A Hildegrim succedette come primo vescovo di Halberstadt suo nipote Thiatgrim. Secondo i suoi desideri, fu sepolto accanto al fratello Liudger nella cripta della chiesa abbaziale di Werden.
È venerato come santo, in particolare nel nord della Francia. La sua memoria liturgica si celebra il 19 giugno.

## Iscrizione tombale
L’iscrizione tombale di Hildegrim, probabilmente risalente all’XI secolo (oggi perduta), era composta da due distici elegiaci con rima leonina e recitava:
IVLII · TREDECIMIS · RESOLVTVS · CARNE · KALENDIS ·
HILDGRIMVS · TVMVLO · CLAVDITVR · APPOSITO ·
FRATER · LIVDGERI · COEPISCOPVS · ATQVE · BEATI ·
COMPARA · HVIC · MERITIS · SICVT · IN · OFFICIIS